# Timur Sjah Durrani
Timur Sjah Durrani (Pasjtoe/Dari, تیمور شاہ درانی) (Mashhad, december 1746 – Char Bagh, 20 mei 1793) was de tweede heerser van het Durrani-rijk, van 4 juni 1772 tot zijn dood in 1793. Hij was een etnische Pasjtoen, het tweede kind en oudste zoon van Ahmad Sjah Durrani.

## Biografie
Tijdens zijn poging om India te veroveren benoemde Ahmed Sjah Durrani Timur Sjah tot zijn erfgenaam. Ten tijde van het overlijden van zijn vader diende Timur als gouverneur van Herat. Zijn oudere broer, Suleiman Mirza, betwistte aanvankelijk de troonsbestijging van zijn jongere broer, maar nadat hij de grote steun voor Timur aanschouwde in Kandahar vluchtte hij het land uit.
Timur Sjah sprak liever Perzisch, omdat hij de grofheid in de kringen van de Duranni-top verfoeide en omringde zich met Persiche soefi's, geleerden en dichters. In plaats van Kandahar koos hij Kabul tot zijn hoofdstad. Tijdens zijn regering liet hij de geometrische tuinen rond het Bala Hisar-fort en bij het fort in Pesjawar aanleggen.
Tijdens zijn regering verloor Timur Sjah de gebieden in Perzië en Sindh die zijn vader had veroverd, maar hij vocht hard voor het behoud van Afghanistan. Hij onderdrukte in 1778 en 1779 een opstand in de stad Multan en nam hierbij de hoofden van duizenden sikhrebellen mee terug. In 1791 slaagde bijna een plan om hem te vermoorden. Vervolgens ging Timur tot een grote slachtpartij over om met de rebellen af te rekenen. Twee jaar later, in het voorjaar van 1793 overleed hij onderweg naar Kabul, waarschijnlijk door middel van vergiftiging.
Timur Sjah had geen opvolger aangewezen en na zijn dood ontstond een machtsstrijd tussen verschillende van zijn erfgenamen. Hij werd uiteindelijk opgevolgd door zijn zoon Zaman Sjah Durrani.

## Huwelijk en kinderen
Timur Sjah was onder meer getrouwd met een Mogolprinses en liet 36 kinderen na, waarvan 24 zoons.

## Galerij

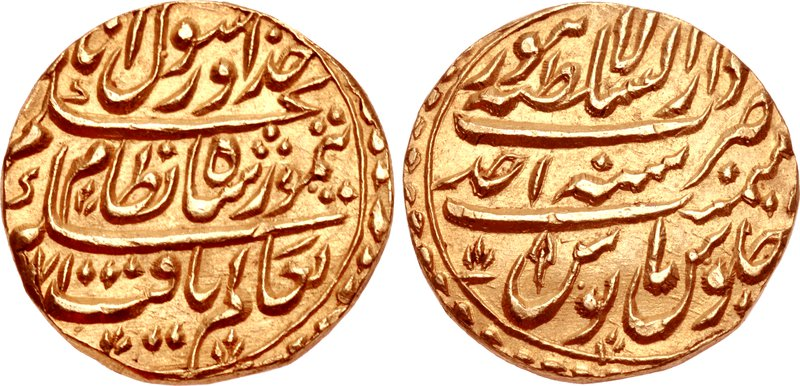
Munt van Timur Sjah Durrani geslagen in Lahore
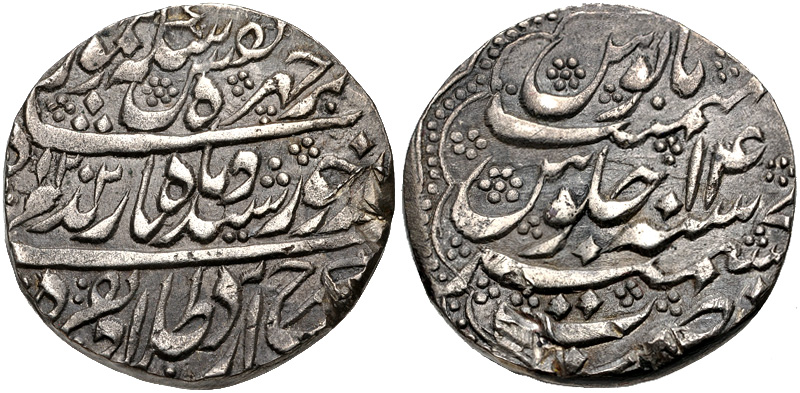
Munt van Timur Sjah Durrani geslagen in Kasjmir